# Rebreuve-Ranchicourt
Rebreuve-Ranchicourt település Franciaországban, Pas-de-Calais megyében. Lakosainak száma 1071 fő (2022. január 1.). Rebreuve-Ranchicourt Houdain, Beugin, La Comté, Fresnicourt-le-Dolmen, Frévillers, Gauchin-Légal, Hermin és Maisnil-lès-Ruitz községekkel határos.

## Népesség
A település népessége az elmúlt években az alábbi módon változott:
| Lakosok száma | 1097 | 1084 | 1101 | 1074 | 1078 | 1076 | 1071 | 1071 | 1071 |
|               | 2013 | 2015 | 2016 | 2017 | 2018 | 2019 | 2020 | 2021 | 2022 |